# Chojniki (obwód homelski)
Chojniki (biał. Хойнікі, Chojniki, ros. Хойники, Chojniki) – miasto na Białorusi, w obwodzie homelskim, siedziba administracyjna rejonu chojnickiego. 13,8 tys. mieszkańców (2010).

## Historia
Po raz pierwszy miejscowość została wymieniona w dokumencie z 1504 r., pod nazwą Chwoiniki, jako wieś należąca do województwa kijowskiego Wielkiego Księstwa Litewskiego.
W okresie I Rzeczypospolitej Chojniki znajdowały się w powiecie owruckim województwa kijowskiego. Była to własność Połozowiczów, następnie Lubieckich, Charlińskich, Abrahamowiczów, Brzozowskich, Szujskich, a od końca XVIII w. – Prozorów. Miał tu swoją rezydencję Karol Prozor.
Po II rozbiorze Rzeczypospolitej (1793) Chojniki znalazły się pod zaborem rosyjskim. W czasach po reformie 1861 r. dobra ziemskie i miasteczko znajdowały się w gminie (wołości) Chojniki w powiecie (ujeździe) rzeczyckim guberni mińskiej. Funkcjonowały tu urząd pocztowy i szkółka wiejska.
1 stycznia 1919 r. I Zjazd KP Białorusi ogłosił powstanie Białoruskiej Socjalistycznej Republiki Radzieckiej, której częścią miały być także Chojniki. Jednakże decyzją Moskwy już 16 stycznia wraz z innymi etnicznie białoruskimi terytoriami znalazły się w granicach Rosyjskiej FSRR.
Po 1921 roku w skład miasta zostały włączone otaczające go wsie: Nastol, Wołoki i Zabołocie.
W grudniu 1926 r. Chojniki powróciły do BSRR. 29 września 1938 r. otrzymały status osiedla typu miejskiego.
W 1986 roku miasto ucierpiało z powodu silnego opadu promieniotwórczego, związanego z katastrofą w Czarnobylu.

## Zabytki

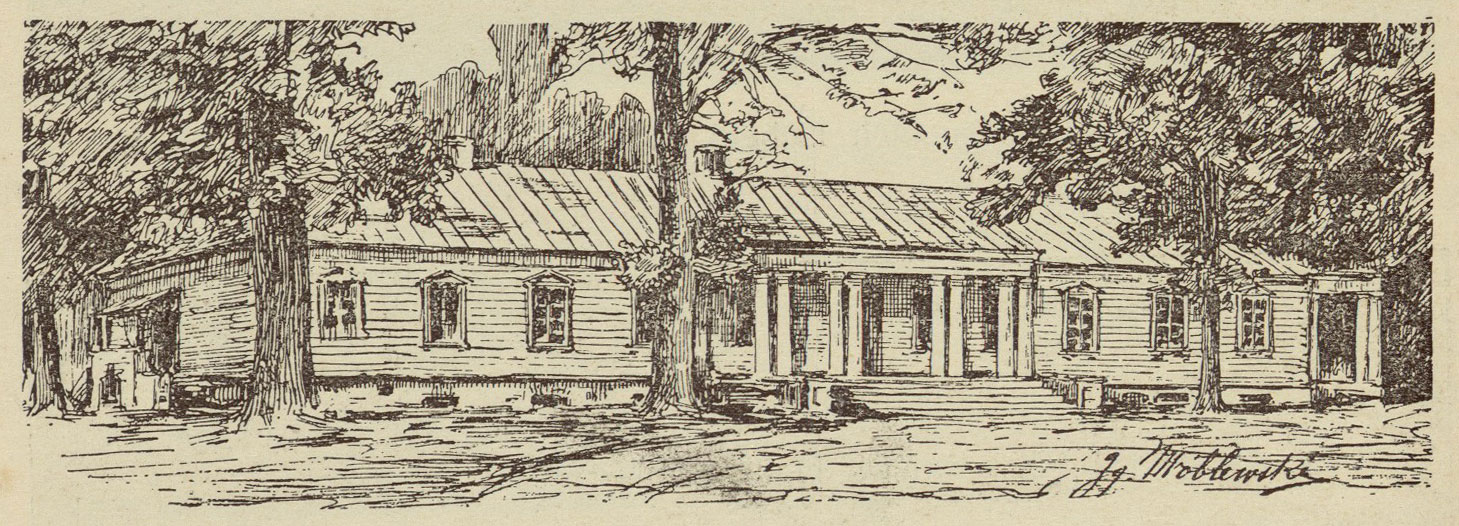
Dwór Prozorów w Chojnikach, 1891 r.

- rezydencja Abrahamowów, obecnie Muzeum w Chojnikach, w części centralnej piętrowa, skrzydła parterowe, od frontu cztery kolumny doryckie podtrzymują półkolisty balkon.
- drewniany parterowy dwór Prozorów od frontu posiadał portyk z ośmioma kolumnami (po dwie), do którego prowadziły schody; na boku skrzydła z prawej strony również znajdowała się kolumnada. Majątek w Chojnikach jest opisany w 1. tomie Dziejów rezydencji na dawnych kresach Rzeczypospolitej Romana Aftanazego[5]

## Miasta partnerskie
- Ostheide, (Niemcy)